# Jüdisches Museum Emmendingen

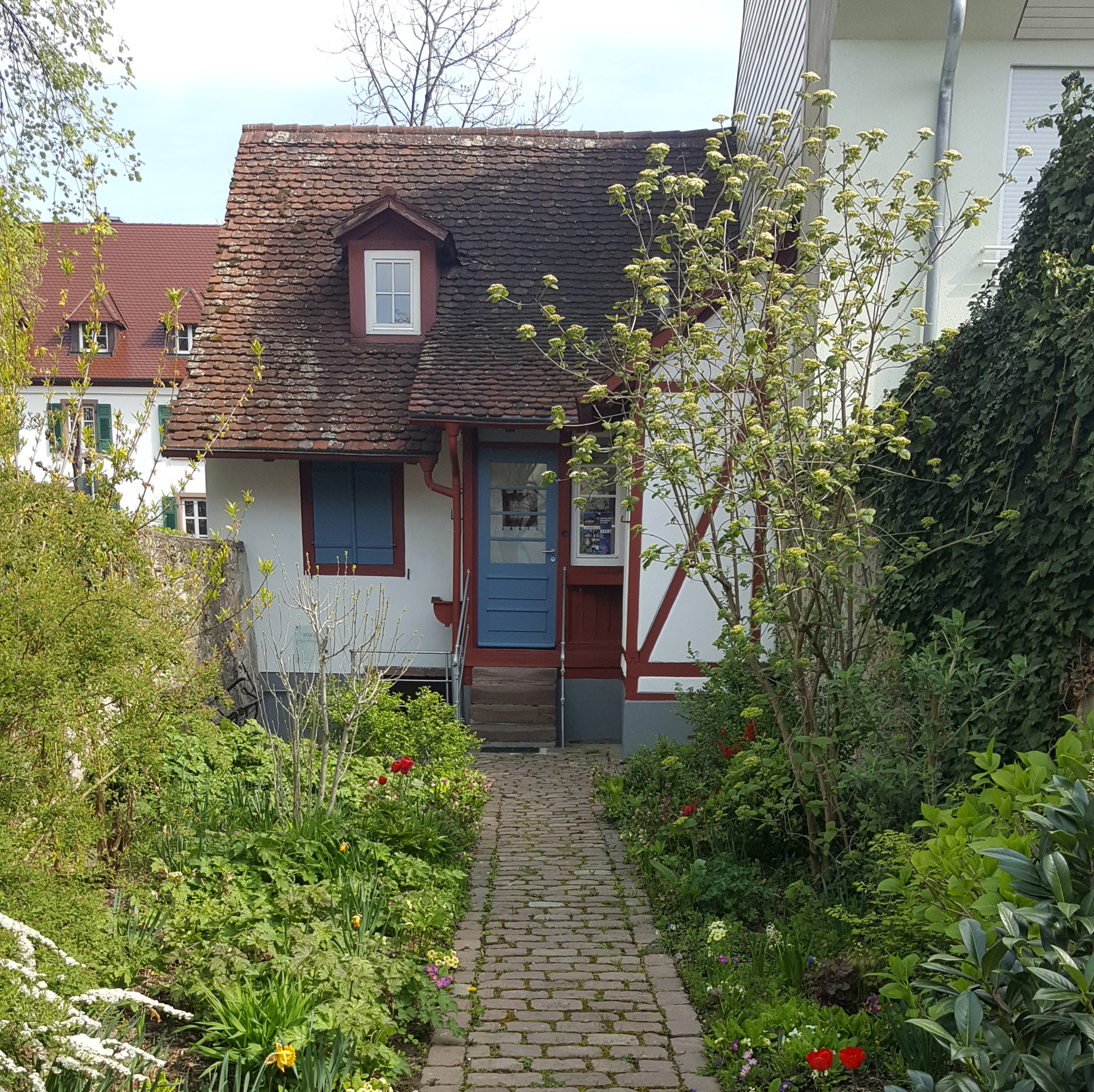
Jüdisches Museum in Emmendingen

Das Museum für jüdische Geschichte und Kultur in Emmendingen stellt die Geschichte der israelitischen Gemeinde der Stadt von der Gründung 1716 bis zur Vernichtung 1940 dar. Im Keller eines kleinen Fachwerkhauses in der Nähe der zerstörten Synagoge befindet sich eine restaurierte Mikwe aus der Mitte des 19. Jahrhunderts.